# Abara
Abara (アバラ) é um mangá por Tsutomu Nihei. Ele foi publicado na Shueisha's Ultra Jump seinen revista mangá. Abara significa "costela" em Língua japonesa. É licenciado pela libertação do francês por Glénat (editora).

## Premissa
Abara É definido em um mundo distópico, cheio de grandes estruturas. A história gira em torno de criaturas conhecidas como Gaunas, aqueles que podem moldar os ossos como armaduras e armas em torno da coluna e, em seguida, as formas em camadas de armadura. A história centra-se em um Gauna tais conhecido como Kudou Denji, embora ele use Itou Denji como um nome falso no início. As sequências de batalha são briga de rua; base com uma mistura de armas macabras, e força e a velocidade sobre-humanas.